# Фролов, Сергей Петрович (журналист)
Сергей Петрович Фроло́в (род. 24 декабря 1959, Долинск, Сахалинская область) — советский и российский журналист, главный редактор газет «Гудок» и «Русский курьер».

## Биография
Родился 24 декабря 1959 года в Долинске, Сахалинская область.
В 1985—1991 годах обучался на факультете журналистики МГУ на переводчика художественной литературы.
Во время учёбы начал работать в «Комсомольской правде», после окончания учёбы был зачислен в штат издания, где работал до 1997 года и занимал должности от стажёра отдела новостей до редактора отдела образования и науки.
В 1997—1998 годах работал в журнале «Столица».
В 1998—1999 годах работал в газете «СПИД-Инфо», в том числе являлся главой отдела спецрепортажей.
В 1999—2002 годах являлся главным редактором газеты «Гудок».
В 2002—2003 годах и с 2012 года работал в газете «Труд», в том числе являлся шеф-редактором воскресного приложения к газете «Труд».
В 2003 году являлся главным редактором газеты «Округа».
В 2003—2004 годах работал в газете «Туринфо».
В 2005—2007 годах являлся главным редактором газеты «Русский курьер».
В 2010 году являлся главой PR-отдела ГК Автодор.
Работал в издании «Совершенно секретно».
В 2018—2022 годах работал в журнале «Профиль», в том числе занимал должность первого заместителя главного редактора.
С 2023 года является внештатным автором издания «Правда.ру».
Женат, имеет двух дочерей.

## Награды
- Премия Фонда Сороса (1993) за развитие темы парламентаризма в российских СМИ.